# 바츨라프 3세

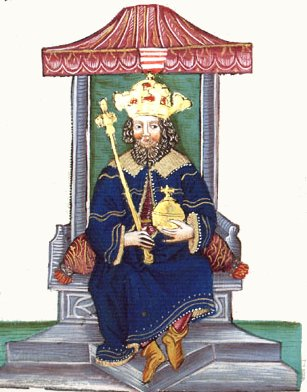
바츨라프 3세

바츨라프 3세(체코어: Václav III., 1289년 10월 6일 프라하 ~ 1306년 8월 4일 올로모우츠) 또는 바츠와프 3세(폴란드어: Wacław III), 벤첼(헝가리어: Vencel)은 헝가리의 국왕(재위: 1301년 ~ 1305년)이자 보헤미아의 국왕(재위: 1305년 ~ 1306년), 폴란드의 국왕(재위: 1305년 ~ 1306년)이다. 프르셰미슬 왕조 최후의 군주이기도 하다.

## 생애
보헤미아와 폴란드의 국왕인 바츨라프 2세와 그의 아내인 합스부르크 가 출신의 유디트(Judith)의 둘째 아들로 태어났다.
1301년 헝가리의 국왕이었던 언드라시 3세가 후사 없이 사망하면서 헝가리의 왕조였던 아르파드 왕조의 역사도 끝나게 된다. 1301년 5월 13일 헝가리 의회에 의해 헝가리의 국왕으로 선출되었다.
1305년 자신의 아버지였던 바츨라프 2세가 사망하면서 보헤미아의 국왕, 폴란드의 국왕으로 즉위했다. 헝가리의 왕위는 바이에른의 공작인 오토가 승계받았다. 1305년에는 테신(Těšín) 공작 미에슈코 1세(Mieszko I)의 딸인 비올라(Viola)와 결혼했다.
1306년 폴란드 원정에 나서던 도중에 올로모우츠에서 암살당했다. 바츨라프 3세가 후사 없이 사망하면서 프르셰미슬 왕조의 역사도 막을 내리게 된다. 보헤미아의 왕위는 인드르지흐 코루탄스키가, 폴란드의 왕위는 피아스트 왕조 출신인 브와디스와프 1세가 승계받았다. 1308년 헝가리에서는 앙주 왕가 출신인 카로이 1세가 헝가리의 국왕으로 즉위했다.